# فهرست شهرها بر اساس تعداد میلیاردرها
نشریات مختلف در سراسر جهان تلاش می‌کنند که تعداد میلیاردرها را بر اساس شهرهای بزرگ جهان تعیین کنند. شناخته شده‌ترین ارزیابی توسط فوربس است.

## فوربس
در سال ۲۰۲۳، فوربس، شهر نیویورک را با ۱۰۱ میلیاردر، پس از آن هنگ کنگ با ۷۰ میلیاردر و پکن را با ۶۸ میلیاردر در رتبه‌بندی خود قرار داد.
| شهر          | کشور                | منطقه         | میلیاردرها |
| شهر نیویورک  | ایالات متحده آمریکا | آمریکای شمالی | ۱۰۱        |
| هنگ کنگ      | هنگ کنگ             | آسیا          | ۷۰         |
| پکن          | چین                 | آسیا          | ۶۸         |
| شانگهای      | چین                 | آسیا          | ۶۵         |
| لندن         | بریتانیا            | اروپا         | ۶۳         |
| مسکو         | روسیه               | اروپا         | ۶۱         |
| بمبئی        | هند                 | آسیا          | ۵۶         |
| شنژن         | چین                 | آسیا          | ۵۴         |
| سنگاپور      | سنگاپور             | آسیا          | ۴۶         |
| دهلی         | هند                 | آسیا          | ۳۷         |
| سانفرانسیسکو | ایالات متحده آمریکا | آمریکای شمالی | ۳۷         |